# Lo Puiol
Lo Puiol és una muntanya situada en el terme municipal de Tremp, dins de l'antic terme de Fígols de Tremp, al Pallars Jussà. És a la part sud-oest del terme, a la part sud-oest de la Serra de Montllobar. A lo Puiol és on el Serrat del Pui es desprèn de la Serra de Montllobar, cap al sud-est.